# ثونغ
ثونغ (بالإنجليزية: Thong)‏ هو لباس يلبس عادة لباسًا داخليًا أو لباس سباحة، يرتديه النساء والرجال في الكثير من المجتمعات الصناعية حول العالم. ويمكن أن يلبس من أجل الاحتفالات التقليدية أو في المنافسات مثل مصارعة السومو. الثونغ لا يزال يعتبر لباس يومي، كما كان منذ مئات وآلاف السنين، عندما كان يرتدى غالباً من الرجال في الشعوب الأصلية، خاصة في إفريقيا، وأمريكا الجنوبية، وآسيا.

## التصميم والأنواع
| النوع     | الجانبين                  | الجانبين                | الجانبين  |
| النوع     | حزام                      | ربطة                    | بدون حزام |
| --------- | ------------------------- | ----------------------- | --------- |
| ثونغ      |                           | Underwear - string back |           |
| جي سترينغ | Underwear - triangle back |                         |           |
| ثونغ      | Underwear - V back        |                         |           |
| C-string  |                           | Underwear - C back      |           |

### وصف الأنواع
الثونغ التقليدي
هذا النوع بشكل عام هو الأكثر شيوعاً ويتميز بقطعة قماش من من مختلف الأحجام، مؤخرة اللبس ترتبط بالقسم الأمامي أو بالحزام.
جي سترينغ
T-back
الثونغ الذي يجعل شكل الخط المستقيم في اللباس من الخلف يبدو مثل حرف T.
V-string
مماثل للـجي سترينغ، هذا النوع يرتبط من خلال خيط واحد على طول المؤخرة الذي ينفصل لخيطين على أو قبل الحزام أي مثلث صغير من القماش فوق الأرداف لكن تحت الحزام.هذا المصطلح أصبح شعبي بواسطة أحد متاجر التجزئة الأمريكية ونادراً ما يستخدم خارج الولايات المتحدة.
الثونغ الرجالي